# 如意輪寺 (茂原市)
如意輪寺（にょいりんじ）は、千葉県茂原市にある日蓮宗の寺院。境内には樹齢数百年と言われるイチョウの御神木があり、以前落雷により上部が割れ、数年後その割れ目から新たな種類の樹木が生え、現在は共存しているめずらしい樹木である。

## 由緒
約1000年程前に真言宗賢融法師によって創建され、文明2年（1470年）に当時の上総国の城主である酒井定隆(さかい さだたか、永享7年（1435年） - 大永2年（1522年）の協力により法華宗(日什門流)に改宗することになる。
現在の本堂は、正徳元年（1711年）火災の為建て直された。
本来は如意輪観音を本尊にしていた寺であるが、改宗の際に久遠実成本師釈迦牟尼仏になる。
明治期に日什門流は顕本法華宗と称したが、昭和16年に日蓮宗、本門宗と合同し、(新)日蓮宗となる。
旧本山は宮谷本國寺。法縁は日蓮宗什師会。

## 所在地
- 千葉県茂原市国府関624
- 殿谷城（とのやつじょう）跡地